# (1653) Yakhontovia
(1653) Yakhontovia – planetoida z grupy pasa głównego asteroid okrążająca Słońce w ciągu 4 lat i 79 dni w średniej odległości 2,61 au. Została odkryta 30 sierpnia 1937 roku w Obserwatorium Simejiz na górze Koszka na Półwyspie Krymskim przez Grigorija Nieujmina. Nazwa planetoidy pochodzi od Natalii Sergiejewny Samojłowej-Jachontowej, rosyjskiej astronom z Instytutu Astronomii Teoretycznej w Leningradzie. Przed nadaniem nazwy planetoida nosiła oznaczenie tymczasowe (1653) 1937 RA.